# Meininger Hofkapelle
La Meininger Hofkapelle (Orchestre de la Cour de Meiningen) est l'un des orchestres les plus anciens et chargés de traditions en Europe. Depuis 1952, l'orchestre est attaché au Théâtre de Meiningen (de) (à Meiningen dans la Thuringe) et en plus des représentations d'opéras, il donne régulièrement des concerts symphoniques et des concerts pour les jeunes. Le directeur musical actuel est Philippe Bach (en)
.

## Historique

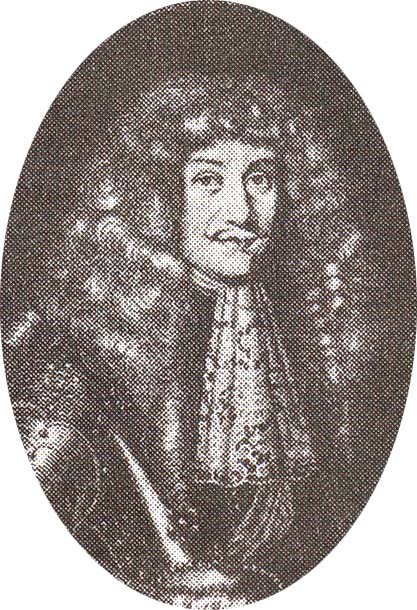
Duc Bernard Ier, fondateur

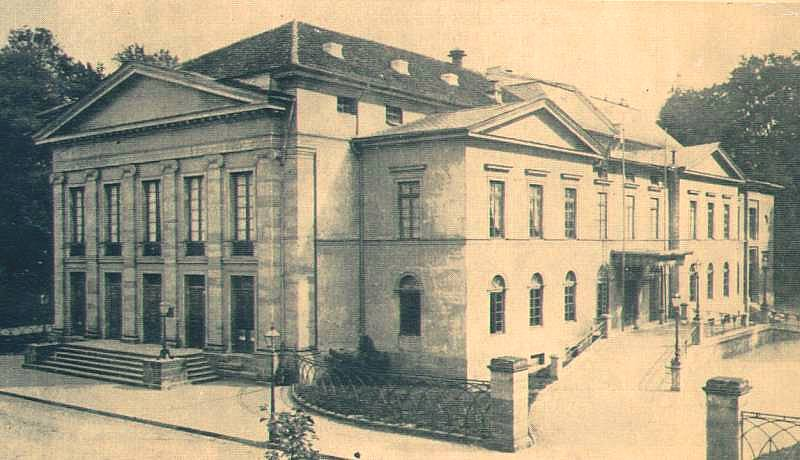
Le théâtre de Meiningen, entre 1831 et 1908

L'orchestre de la cour ducale de Saxe-Meiningen a été fondé en 1690 par le duc Bernard Ier. Le développement du petit ensemble initial a commencé sous la direction du compositeur baroque Georg Caspar Schürmann de 1702 à 1707. De 1711 jusqu'en 1731 Johann Ludwig Bach, un cousin au second degré de Johann Sebastian Bach, en a été le chef d'orchestre, suivi par ses parents Gottlieb Friedrich Bach (de) et Johann Philipp Bach (de).
En 1867, la Hofkapelle avec comme chef d'orchestre principal Emil Blücher et Franz Liszt a participé au festival de l'Allgemeiner Deutscher Musikverein (en) pour promouvoir des compositeurs contemporains comme Leopold Damrosch, Eduard Lassen, Felix Draeseke, et Robert Volkmann. À la demande de Richard Wagner, l'orchestre a joué au premier Festival de Bayreuth en 1876.
Avec l'arrivée de Hans von Bülow en tant que directeur de la musique de la cour en octobre 1880, a commencé la période la plus faste de l'orchestre, car ce chef a transformé la formation en un orchestre européen d'élite. Bülow a invité Johannes Brahms à Meiningen pour coopérer avec l'Orchestre et le diriger occasionnellement. Dans une lettre au "duc du théâtre" Georges II de Saxe-Meiningen-Hildburghausen, Brahms a écrit « Bülow doit savoir que la plus petite répétition dans la plus petite salle de Meiningen est plus importante pour moi que n'importe quel concert à Paris ou à Londres, et ... oh! Je me sens à l'aise au milieu de l'orchestre, je pourrais chanter à voix haute un long chant de louange à ce sujet ... ». Sa Symphonie nº 4 a été créée à Meiningen le 25 octobre 1885 sous la direction du compositeur en personne. Alors que Bülow a accepté le poste de chef d'orchestre de l'Orchestre Philharmonique de Berlin, le jeune Richard Strauss l'a remplacé en 1885 temporairement en tant que directeur de la musique à Meiningen, laissant la place ensuite à Fritz Steinbach et à Wilhelm Berger. Entre 1911 et 1914, c'est Max Reger qui a été le chef d'orchestre de la Hofkapelle.
La Première Guerre mondiale a mis fin à cette période de prospérité. À partir de 1921, l'orchestre a pris le nouveau nom Landesorchester dem Land Thüringen. Le chef d'orchestre de cette époque était Heinz Bongartz (1926-1930). Le 16 juin 1945, Peter Schmitz a dirigé le premier concert après la Seconde Guerre mondiale. En 1952, l'orchestre est rattaché au Théâtre de Meiningen et s'appelle alors Orchester des Meininger Theaters. De 1952 à 1956, Ulrich Haverkamp dirige l'ensemble.
Le 17 décembre 2006, à l'occasion du 175e anniversaire de la création du théâtre de Meiningen, l'orchestre retrouve le nom de Meininger Hofkapelle.

## Liste des directeurs musicaux
- (1690–1702) duc Bernard Ier
- (1702–1707) Georg Caspar Schürmann
- (1711–1731) Johann Ludwig Bach
- (1865–1880) Emil Büchner
- (1880–1885) Hans von Bülow
- (1885–1886) Richard Strauss
- (1886–1903) Fritz Steinbach
- (1903–1911) Wilhelm Berger
- (1911–1914) Max Reger
- (1926–1930) Heinz Bongartz
- (1945–?) Peter Schmitz
- (1952-1956) Ulrich Haverkamp
- (1956–1961) Rolf Reuter (de)
- (1961–1967) Olaf Koch (de)
- (1967–1995) Wolfgang Hocke
- (1995–1999) Marie-Jeanne Dufour
- (1999–2004) Kirill Petrenko
- (2004-2007) Alan Buribayev (en)
- (2007–2010) Hans Urbanek
- (2010–) Philippe Bach (en)

## Premières mondiales
- Brahms – Symphonie nº 4 en mi mineur, Op.98 (25 octobre 1885)
- Strauss – Suite en si bémol major (suite pour vents) Op. 4 (18 novembre 1884)

## Instrumentistes notables
- Richard Mühlfeld, violoniste (1873–1876), clarinettiste (1876–?)
- Friedrich Dotzauer, violoncelliste (1801–1805)
- Richard Bruno Heydrich (en),  contrebassiste
- Alexander Ritter, violoniste (1882)
- Julius Manigold, flûtiste (1896-)